# Monacilla
Monacilla är ett släkte av kräftdjur. Monacilla ingår i familjen Spinocalanidae.
Kladogram enligt Catalogue of Life:
| Monacilla | \| \| Monacilla gracilis \| \| \| \| \| \| Monacilla tenera \| \| \| \| \| \| Monacilla typica \| \| \| \| |
|           | \| \| Monacilla gracilis \| \| \| \| \| \| Monacilla tenera \| \| \| \| \| \| Monacilla typica \| \| \| \| |
|           | Mimocalanus                                                                                                |
|           | |
|           | Spinocalanus                                                                                               |
|           | |
|           | Teneriforma                                                                                                |
|           | |
|           | Monacilla gracilis                                                                                         |
|           | |
|           | Monacilla tenera                                                                                           |
|           | |
|           | Monacilla typica                                                                                           |
|           | |

|  | Monacilla gracilis |
|  |                    |
|  | Monacilla tenera   |
|  |                    |
|  | Monacilla typica   |
|  |                    |